# Anoectochilus emeiensis
Anoectochilus emeiensis är en orkidéart som beskrevs av Kai Yung Lang. Anoectochilus emeiensis ingår i släktet Anoectochilus och familjen orkidéer. Inga underarter finns listade i Catalogue of Life.